# Шевоше Ланкастера (1346)
Шевоше Ланкастера (англ. Lancaster's chevauchée) — конный рейд англо-гасконской армии под командованием Генри Гросмонта, графа Ланкастерского, по Юго-Западной Франции, предпринятый осенью 1346 года, на первом этапе Столетней войны (Эдвардианская война). 

## Рейд
В начале 1346 года года французская армия под командованием наследника престола Жана Нормандского осадила город Эгийон в Гаскони. Ланкастер действовал в тылу у французов, после пятимесячной осады тем пришлось уйти на север, отражать вторжение армии Эдуарда III (20 августа). Граф использовал это, чтобы направить войска в Керси и на город Базас, а сам возглавил крупномасштабный конный рейд (шевоше) на север, начавшийся 12 сентября.
Под началом Ланкастера были тысяча тяжеловооружённых всадников и примерно столько же пехотинцев, в походе передвигавшихся на лошадях. Это были главным образом гасконцы. Пройдя за восемь дней от Гаронны до Шаранты, граф разграбил Шатонеф-сюр-Шарант, затем отклонился на северо-запад и взял Сен-Жан-д’Анжели, а оттуда двинулся на северо-восток. Практически не встречая сопротивления, он проходил по 20 миль в день. Разграбив Мель и Лузиньян, 3 октября граф достиг Пуатье — богатого города, центра провинции, в котором, однако не было королевского гарнизона. На следующий день Пуатье был взят, англичане и гасконцы грабили его в течение недели.
После этой победы Ланкастер двинулся обратно. Он не пытался удержать Пуатье, но оставил гарнизоны в Лузиньяне и ряде крепостей Сентонжа и Ониса. 31 октября граф вернулся в Бордо.
Результатом набега стало полное разрушение французской оборонительной системы в регионе в тот самый момент, когда основные силы французской армии были разгромлены на севере при Креси. Центр боевых действий на юго-западе был перенесён на большое расстояние от границ Гаскони, влияние французского короля в регионе заметно уменьшилось, налоговые поступления в его казну сократились, торговля пришла в упадок.